# Саманта Арсено
Саманта Арсено (англ. Samantha Arsenault, 11 жовтня 1981) — американська плавчиня.
Олімпійська чемпіонка 2000 року.